# Bürgerkonferenz
Die Bürgerkonferenz (auch Konsensuskonferenz, Citizen Advisory Group) ist ein Verfahren zur Bürgerbeteiligung an politischen Entscheidungsprozessen. Der Begriff ist nicht geschützt und findet in unterschiedlicher Ausprägung Verwendung.

## Herkunft der Bürgerkonferenz
Die Vorläufer der heutigen Bürgerkonferenzen ist die in den 1970er Jahren entstandene, expertenorientierte Technikfolgenabschätzung – deren ersten Institutionalisierung sich mit dem amerikanischen Office of Technology Assessment (OTA) herausbildete. Seit den 1990er Jahren ist insbesondere in den Niederlanden, Dänemark und der Schweiz eine Entwicklung zu neuen Formen der Politikberatung durch repräsentativ zusammengesetzte Bürgergruppen zu verzeichnen. Unter Namen wie „Konsensuskonferenz“, „Szenarioworkshop“ und „Abstimmungskonferenz“ sind Workshopdesigns mit ähnlicher Akzentsetzung in diesen Ländern erprobt worden. Sie sollen Partizipation ermöglichen und zu einer Weiterentwicklung der Demokratie in der Wissensgesellschaft beitragen.
Die Abwendung von der alleinigen Expertenfixierung und die Hinwendung zu repräsentativ zusammengesetzten Bürgerforen führte beispielsweise Ende der 1990er Jahre in der Schweiz zu einem auf der dänischen Konsensuskonferenz basierenden PubliForum, in dem Bürger zunächst Voten zum Thema „Strom und Gesellschaft“ erarbeiteten. Im Anschluss fanden weitere PubliForen etwa zur Frage gentechnisch veränderter Lebensmittel und zur Transplantationsmedizin statt. Seit den 1990er Jahren sind in den USA und Europa ca. 60 Bürgerkonferenz zu Zukunftsfragen durchgeführt worden. Die Mehrzahl dieser Konferenzen wies Merkmale der dänischen Konsensuskonferenz auf, bei der 12 bis 30 repräsentativ ausgewählte Bürger sich über Expertenanhörungen ein differenziertes Wissens- und Bewertungsspektrum erschließen, auf dessen Grundlage sie in Form von Bürgervoten bzw. Bürgergutachten Empfehlungen an die Politik richten.

## Gründe für Bürgerkonferenzen
Der Übergang von der Industriegesellschaft zur Wissensgesellschaft, also der zunehmende Wandel der Wertschöpfung von der arbeits- und materialintensiven Rohstoffbearbeitung hin zur verstärkten Weiterentwicklung und Neukombination von bestehendem Wissen, setzt die Politik unter einen erhöhten Entscheidungsdruck. Insbesondere demokratische Regime stehen vor der Herausforderung zur Entwicklung von Praktiken, die es breiten Bevölkerungsschichten erlaubt, auch vor dem Hintergrund einer stark anwachsenden politisch-technischen Spezifität informierte Entscheidungen zu fällen.
Die in den Niederlanden, Dänemark, der Schweiz, aber auch in den USA praktizierte Bürgerkonferenz kann ein Verfahren sein, die Qualität der Bürgerbeteiligung bei der Entscheidung über insbesondere politisch-technische Zukunftsfragen zu heben. In Dänemark etwa hatten Ergebnisse von Bürgerkonferenzen direkten Einfluss auf die Gesetzgebung, so dass von einer neuen Form der Politikberatung durch repräsentativ ausgewählte und entsprechend informierte Bürger gesprochen werden kann.

## Europäische Bürgerkonferenzen
Am 7. und 8. Oktober 2006 legten in Brüssel 200  Bürger die Themen „Energie und Umwelt“, „Familie und soziale Sicherung“ sowie „Globale Rolle Europas und Immigration“ als Kernpunkte einer zu erarbeitenden „Europäischen Agenda“ fest.
Die auf diesem Weg festgelegten Themen wurden in einer Serie nationaler Bürgerkonferenzen, die sich der Methode des World Café bedienten, in den jeweiligen Mitgliedsstaaten weiter ausgearbeitet. Die Deutsche Bürgerkonferenz fand am 24. und 25. Februar 2007 in den Räumen des Auswärtigen Amtes in Berlin statt (Bundesaußenminister Frank-Walter Steinmeier fungierte als Schirmherr der Konferenz). Im Ergebnis wurde eine „Deutsche Bürgererklärung“ erarbeitet, die noch am 25. Februar 2007 verschiedenen politischen Entscheidungsträgern überreicht wurde.
Die in Deutschland durchgeführte Bürgerkonferenz war dabei Teil eines europaweiten Dialog- und Beteiligungsverfahrens, das in allen 27 Mitgliedsstaaten der EU durchgeführt wurde. Die erarbeiteten 27 Nationalen Bürgererklärungen flossen letzten Endes in ein am 9. und 10. Mai 2007 in Brüssel erarbeitetes Abschlussdokument, der „Europäische Bürgererklärung“, ein.

### Fortsetzung des Prozesses
Im Dezember 2008 fand die Europäische Bürgerkonferenz zur „wirtschaftlichen und sozialen Zukunft Europas“ ihre Fortsetzung. In einem mehrstufigen Verfahren, das im Mai 2009 in einem Bürgergipfel mündet, können erneut zufällig ausgewählte Bürger ein gemeinsames Programm für die Entwicklung der EU ausarbeiten.

## Lokale Bürgerkonferenzen
Hierbei diskutieren (per Los oder repräsentativ) ausgewählte Bürger Zukunftsfragen der Gesellschaft. Sie findet meist an mehreren Tagen oder einer Reihe von Wochenendworkshops statt, die dazu dienen, das nötige Fachwissen zu erarbeiten, geeignete Experten aus den unterschiedlichen Lagern auszuwählen und eine öffentliche Expertenanhörung vorzubereiten, auf deren Grundlage dann ein Bürgervotum als Instrument der partizipativen Bürgerberatung erstellt und Vertretern von Politik und Presse übergeben wird.
Verwandte Verfahren sind z. B.:
- Bürgerforen
- Zukunftskonferenzen oder
- Planungszellen

### Bürgerkonferenzen in Deutschland
- 2001 – Bürgerkonferenz „Streitfall Gen-Diagnostik.“ Dresden: Deutsches Hygiene-Museum.
- 2004 – Bürgerkonferenz zur Stammzellenforschung. Berlin: Max Delbrückzentrum.
- 2005 – Bürgerkonferenz zur Hirnforschung. Dresden: Deutsches Hygiene-Museum. (Nationale Bürgerkonferenz als Teil einer europäischen Bürgerkonferenz.)
- 2006 – Bürgerkonferenz „Die Ursachen von Rechtsextremismus und mögliche Gegenstrategien der Politik.“ Berlin: Friedrich-Ebert-Stiftung.[7]
- 2010 – Bürgerkonferenz „Energienutzung der Zukunft – Perspektiven für Deutschland.“ Initiative Wissenschaft im Dialog (WiD).
- 2010 – Bürgerkonferenz „Prioritätensetzung in der medizinischen Versorgung.“ Lübeck (Universität zu Lübeck)
- 2013 – Bürgerkonferenz „Verteilungsentscheidungen in der Gesundheitspolitik – Wer soll entscheiden, und wie?“ Mainz (Johannes Gutenberg-Universität)[8]